# جوناثان ألين (لاعب كرة قدم أمريكية)
جوناثان ألين (بالإنجليزية: Jonathan Allen)‏ هو لاعب كرة قدم أمريكية أمريكي، ولد في 16 يناير 1995 في أننيستون في الولايات المتحدة.

## وصلات خارجية
- جوناثان ألين على موقع مرجع كرة القدم المحترفة.كوم (الإنجليزية)